# Disturbo da stress post-traumatico complesso
Il disturbo da stress post-traumatico complesso o DSPTc (in inglese cPTSD, complex post-traumatic stress disorder) è un disturbo psicofisico che si presenta in individui che hanno sofferto una serie di eventi traumatici in contesto senza o con poche possibilità di via di fuga. Ne risulta che le esperienze traumatiche sono spesso prolungate, cumulative e ripetute. Le persone con C-PTSD sono solitamente vittime di abuso sessuale, fisico o psicologico cronico (come nel caso delle vittime di abuso domestico e dei prigionieri di guerra), con una riorganizzazione spesso profonda dei sistemi neurobiologici, cognitivi, emotivi, relazionali e identitari.
La diagnosi di disturbo da stress post-traumatico complesso può essere eseguita in bambini e adulti vulnerabili emotivamente e contiene in sé la sintomatologia del disturbo da stress post-traumatico. Fa però riferimento ad un quadro più complesso in cui figurano anche sintomi di disregolazione emotiva, sensi di colpa o vergogna cronica nei confronti dell'evento traumatico, bassa autostima, difficoltà intrapersonali e, in alcuni casi, dissociazioni croniche e associate a sintomi depressivi.
Questo quadro diagnostico è distinto, ma simile a quello presente nel PTSD, disturbo di somatizzazione, disturbo dissociativo dell'identità e disturbo della personalità borderline. Si contraddistingue maggiormente dai disturbi sovracitati nella marcata distorsione del senso dell'io e nella disregolazione emotiva.
Il Complex PTSD fu descritto la prima volta dalla psichiatra statunitense Judith Lewis Herman nel libro Trauma & Recovery, pubblicato nel 1992 e tradotto in italiano nel 2005. Il disturbo figura nell'ICD-11, ma non è ancora riconosciuto dall'American Psychiatric Association: ne risulta che non figura nel DSM-V.

## Sintomi

### Bambini e adolescenti
Il disturbo da stress post-traumatico complesso nei bambini è anche noto come disturbo traumatico dello sviluppo (DTD). Lo psichiatra Bessel van der Kolk lo descrive come il risultato di molteplici esperienze traumatiche interpersonali come l'abuso sessuale, fisico e psicologico, anche di carattere soggettivo come lo può essere la sconfitta, il tradimento e l'abbandono. Questo comporta una marcata fragilità emotiva ed una predisposizione allo sviluppo di disturbi mentali. I sintomi riscontrati nei pazienti diagnosticati con C-PTSD sono suddivisi in sette categorie distinte:
- Attaccamento: problemi di tipo relazionali, isolamento sociale, somatizzazione, mancanza di empatia;
- Biologia: disfunzione motoria-sensoriale evolutiva, difficoltà di integrazione sensoriale, somatizzazione;
- Disregolazione emotiva: scarsa regolazione degli stati emotivi, difficoltà nell'individuare ed esprimere emozioni e stati interni, difficoltà nel comunicare richieste, desideri e bisogni;
- Dissociazione: amnesia, depersonalizzazione cronica, stati di coscienza discreti con memorie, affetti e funzionamento discreti;
- Disturbi comportamentali: impulsività, aggressività, disturbi del sonno;
- Cognizione: difficoltà nel regolare l'attenzione, problemi di carattere funzionale, sensibilità al cambiamento, poca object-constancy (l'essere consci che gli oggetti esistono anche quando non più visibili), problemi con ragionamenti causa-effetto, problemi di carattere dialettico;
- Concetto di sé: narrazione autobiografica frammentata e disconnessa, percezione del corpo disturbata, bassa autostima, eccessivi sensi di colpa, modelli del sé negativi.

### Adulti
I criteri diagnostici delineati dall'ICD-11 per il Complex PTSD sono i seguenti:
- Molteplici esperienze traumatiche interpersonali come l'abuso sessuale, fisico e psicologico, anche di carattere soggettivo come lo può essere la sconfitta, il tradimento e l'abbandono dai quali è difficile o impossibile fuggire e caratterizzate da una mancata o difficile via di fuga;
- La presenza di tutti e tre gli elementi fondamentali del PTSD, per una durata di almeno diverse settimane:

1. Il rivivere nel qui e ora l'evento traumatico dopo che è avvenuto (ricordi o immagini invasivi, flashback, sogni o incubi ripetitivi);
2. Evitamento di ciò che potrebbe risultare in una nuova esperienza traumatica;
3. Paranoia ed ipersensibilità agli stimoli sensoriali;

- Problemi gravi e pervasivi nella regolazione degli affetti (maggiore reattività emotiva a fattori stressaogeni minori, esplosioni violente, comportamenti sconsiderati o autodistruttivi, sintomi dissociativi, apatia);
- Convinzione persistente del sé sminuito, sconfitto o privo di valore, accompagnati da sentimenti profondi e pervasivi di vergogna, colpa o fallimento legati ai fattori di stress;
- Difficoltà persistenti nel sostenere relazioni interpersonali e senso di solitudine marcato.

Ulteriori sintomi possono essere: ideazione suicidaria, atti auto-lesivi, abuso di sostanze, sintomi depressivi, sintomi psicotici e disturbi somatici. Il Complex PTSD porta ad un funzionamento severamente compromesso in ambito personale, familiare, sociale, educativo e/o lavorativo, poiché il trauma colpisce il senso di sé in modo prolungato.

## Trattamento
Per il Complex PTSD vengono consigliati gli stessi trattamenti previsti per il PTSD. L'American Psychological Association PTSD Guideline Development Panel (GDP) raccomanda i seguenti interventi terapeutici:
- Terapia Cognitiva Comportamentale (CBT);
- Terapia di elaborazione cognitiva (CPT);
- Terapia cognitiva (CT);
- Trattamento di esposizione prolungata (PE).

Inoltre, in alcuni casi, l’American Psychological Association raccomanda:
- La Psicoterapia Eclettica Breve (BEP);
- Eye Movement Desensitization and Reprocessing (EMDR);
- La terapia dell'esposizione narrativa (NET).

Sebbene questi trattamenti siano ufficialmente raccomandati, è ancora in dibattito l'argomento del trattamento più efficace per il Complex PTSD. Ci sono anche molti altri trattamenti, ma sono considerati complementari o alternativi in quanto non sono ancora ufficialmente riconosciuti dalla ricerca evidence-based. Alcuni di questi ulteriori interventi e modalità includono:
- Biofeedback;
- Dyadic Resourcing (affiancata all’ EMDR);
- Terapia Focalizzata sulle Emozioni;
- Tecniche per la Libertà Emotiva (EFT);
- Ippoterapia;
- Terapia Espressiva;
- Sistemi Familiari Interni (IFS);
- Terapia dialettico comportamentale (DBT);
- Terapia di gruppo;
- Neurofeedback;
- Terapia psicodinamica;
- Psicoterapia sensomotoria;
- Somatic Experiencing®;
- Yoga, nello specifico Trauma-Sensitive Yoga (TCTSY).